# حسن یکم باوندی
علاءالدوله شرف‌الملوک حسن از اسپهبدان باوندیان در طبرستان و گیلان و کومس بود. حسن در برخی از پیکارهای پدرش شاه غازی شرکت داشت اما چون کفایت لازم را نداشت، شاه غازی از او روی گرداند. پس از مرگ شاه غازی، امیران دولت، حسن را که در رکوند بیمار بود، به ساری فرا خواندند. حسن پس از ورود به ساری به گرمی مورد استقبال قرار گرفت. او همان ابتدا برادرش را که رقیبش بود را به قتل رساند و از ابتدا سیاستی خشن‌تر از پدرش، شاه غازی رستم، در پیش گرفت تا جایی که به او لقب چوب حسنی دادند. دکتر حسین اسلامی در مازندران در تاریخ با بیان داستانی، مدعی شده که حسن یکم همجنسگرا بوده‌است.